# Hakumba
A Hakumba egy 2019-ben szentesi gimnazisták által alapított együttes. Sok műfajjal dolgoznak, főként különböző világzenei irányokat, jazzt, jazz-fusiont, surf-punkot, bluest és pop-rockot kevernek, megfűszerezve egy kis skával. Öndefiniálva stílusuk Fúziós ska.

## Történetük
A Hakumba 2019 nyarán alakult, megalakulásuk előtt közel egy éven át két zenekarra (Hangouts és Cucumba) oszlott szét a jelenlegi együttes csapata, de nem voltak ismeretlenek egymás számára, a tagok nagy része ugyanabba a gimnáziumba járt Szentesen. A nevük is ennek a társulásnak köszönhető: a Hanguots és a Cucumba szavakból állt össze a Hakumba. Az első koncertjük az Ördögkatlan Fesztiválon volt. Azóta szerepeltek az Aquarium klub színpadától a Dürer kertig, valamint több hazai fesztiválon is mint a Kolorádó, Bánkitó és Grasahu.
Az évek során több előadóval is együttműködtek mint amilyen hari_drama, Hiúz, Deva, és a Towpe is.
A zenekar első nagylemeze 2023 januárjában debütált.

## Hatások
Saját elmondásuk szerint a ska vonalra a Pannonia Allstars Ska Orchestra gyakorolt mély benyomást, a jazz-re több nagyobb előadó is, a jazz-fusion és afrobeat-re a KOKOROKO, Nubiyan Twist, és a Fela Kuti zenekar, a folkra a Csángálló, Besh o dromM, míg a világzenei irányra a Wombo Orchestra gyakorolt nagy hatást.

## Tagok
- Foster Dorka
- Szőke Benedek
- Sikó Alpár Levente
- Szabó Kristóf
- Zana Bendegúz
- Mari Csongor
- Hegedű Imre
- Huff Zalán
- Domokos Márton
- Szép Endre
- Nagy Noel
- Számel Soma

## Diszkográfia
- Véletlen volt, nem direkt (2023)